# Windsor Airport
Windsor Airport är en flygplats i Kanada.   Den ligger i countyt Essex County och provinsen Ontario, i den sydöstra delen av landet, 700 km sydväst om huvudstaden Ottawa. Windsor Airport ligger 189 meter över havet.
Terrängen runt Windsor Airport är mycket platt. Runt Windsor Airport är det ganska tätbefolkat, med 70 invånare per kvadratkilometer.. Närmaste större samhälle är Windsor, 5,6 km nordväst om Windsor Airport.
Runt Windsor Airport är det i huvudsak tätbebyggt.